# Amanecer en puerta oscura
Amanecer en puerta oscura es una película española dirigida por José María Forqué y estrenada en el año 1957. Su título en inglés es Whom God Forgives («Aquellos a quienes Dios perdona» o «Los perdonados por Dios»).

## Argumento
Ambientada en la Andalucía del siglo XIX, refleja la persecución de unas personas con delitos de sangre que han cometido forzados por las circunstancias. Juan Cuenca, un minero, que ha dado muerte al capataz de la mina y su amigo, un ingeniero que, por defenderlo, ha matado al jefe de la misma. Todos ellos viven refugiados en los montes andaluces, perseguidos por la Guardia Civil, y pretenden embarcar hacia América. 
En la película se refleja la tradición de liberar un preso en la Semana Santa malagueña por la imagen de Jesús el Rico.

## Premios
13.ª edición de las Medallas del Círculo de Escritores Cinematográficos
| Categoría             | Candidatos      | Resultado |
| --------------------- | --------------- | --------- |
| Mejor actor principal | Francisco Rabal | Ganador   |

2.ª edición de los Premios San Jorge
| Categoría           | Candidatos                                      | Resultado |
| ------------------- | ----------------------------------------------- | --------- |
| Mejor actor español | Francisco Rabal                                 | Ganador   |
| Mejor guion español | José María Forqué Alfonso Sastre Natividad Zaro | Ganadores |

Festival Internacional de Cine de Berlín de 1957
| Categoría                                  | Candidatas                | Resultado |
| ------------------------------------------ | ------------------------- | --------- |
| Oso de Plata por su contribución artística | Amanecer en puerta oscura | Ganadora  |

## Reparto
| Intérprete           | Personaje              |
| -------------------- | ---------------------- |
| Francisco Rabal      | Juan Cuenca            |
| Luis Peña            | Andrés                 |
| Alberto Farnese      | Pedro                  |
| Isabel de Pomés      | Rosario                |
| Luisella Boni        | María                  |
| José Marco Davó      | Fray Francisco         |
| José Sepúlveda       | Ramón                  |
| Barta Barri          | Capataz                |
| Josefina Serratosa   | Carmela                |
| Santiago Rivero      | Carter                 |
| Ricardo Canales      | Médico                 |
| Antonio Puga         |                        |
| Valeriano Andrés     | Cabo Alonso            |
| Rafael Calvo Revilla |                        |
| Alfonso Muñoz        | Secretario del juzgado |
| Salvador Soler Marí  |                        |
| Casimiro Hurtado     |                        |
| Adela Carboné        | Mujer de la tienda     |
| Fernando Cebrián     |                        |
| Jacinto Martín       | Minero débil           |
| José Morales         | Secretario             |